# Dłużec (jezioro w powiecie mrągowskim)
Dłużec (daw. Langendorfer See) – jezioro w Polsce w województwie warmińsko-mazurskim, w powiecie mrągowskim, w gminie Piecki.

## Położenie
Jezioro leży na Pojezierzu Mazurskim, w mezoregionie Pojezierza Mrągowskiego. Do zbiornika wodnego od północy uchodzi Sobiepanka, która wcześniej wypływa z jeziora Kujno. Z południowej części jeziora wypływa Babięcka Struga, która następnie kieruje się do jeziora Białego. Akwen ma też połączenie z jeziorem Zdrężno poprzez ciek wodny. W okolicach brzegów położone są wsie: Dłużec, Rutkowo i Borowe.
Dłużec leży na terenie zespołu przyrodniczo-krajobrazowego „Jeziora Sorkwickie” ustanowionego rozporządzeniem wojewody warmińsko-mazurskiego z dnia 9 sierpnia 2007 roku o powierzchni 4 460 ha. Jest częścią najpopularniejszego szlaku kajakowego na Mazurach – szlaku rzeki Krutyni, który liczy 91 km.
Zgodnie z typologią abiotyczną zbiornik wodny został sklasyfikowany jako jezioro o wysokiej zawartości wapnia, o dużym wypływie zlewni, stratyfikowane, leżące na obszarze Nizin Wschodniobałtycko-Białoruskich (6a).
Jezioro jest wykorzystywane gospodarczo przez Gospodarstwo Rybackie Mrągowo. Leży na terenie obwodu rybackiego Jeziora Białe w zlewni rzeki Pisa – nr 36. Na jego terenie obowiązuje strefa ciszy.
Zgodnie z badaniem z 1992 roku przyznano akwenowi III klasę czystości.

## Morfometria
Według danych Instytutu Rybactwa Śródlądowego powierzchnia zwierciadła wody jeziora wynosi 123,1 ha. Średnia głębokość zbiornika wodnego to 6,3 m, a maksymalna to 19,8 m. Lustro wody znajduje się na wysokości 132,2 m n.p.m. Objętość jeziora wynosi 7 725,7 tys. m³.
Inne dane uzyskano natomiast poprzez planimetrię jeziora na mapach w skali 1:50 000 według Państwowego Układu Współrzędnych 1965, zgodnie z poziomem odniesienia Kronsztadt. Otrzymana w ten sposób powierzchnia zbiornika wodnego to 112,5 ha, a wysokość bezwzględna lustra wody to 131,5 m n.p.m.